# 电影制片厂
電影製片廠（或）是指拥有自己的电影拍摄设施（這部分一般是交由其旗下的制片公司負責管理）的大型娛樂公司或電影公司。娛樂行業裡的絕大部分公司沒有自己的拍摄设施，但是他們可以從其他公司租借。
也有獨立的電影拍摄设施，他們從來不生產自己的電影作品，只是將自己的製片廠租借給其他電影公司。

## 著名的電影製片廠

### 亞洲地區

#### 大中華地區
- 中國電影集團公司北京電影製片廠
- 華誼兄弟
- 中央電影公司

#### 日本
- 東映
- 東寶
- 日本電視台
- 吉卜力工作室

#### 韩国
- CJ E&M Pictures

### 歐洲地區
- 康斯坦丁影業
- Wild Bunch
- Working Title Films
- 英國廣播公司
- 百代電影公司

### 北美地區
- 二十世紀福斯
- 哥倫比亞電影公司
- 華特迪士尼公司
- 環球影業
- 米拉麥克斯影業
- 溫斯坦影業
- 華納兄弟
- 獅門娛樂
- 派拉蒙電影
- 頂峰娛樂
- 加拿大廣播公司

### 其他地區
- UTV Motion Pictures
- Reliance Entertainment
- Eros International

## 外部連結
- 哥倫比亞電影公司1945年製作團隊合約 （页面存档备份，存于）（英文）

- 《電影製片廠：造夢工廠》 （页面存档备份，存于）（英文）